# Gert Ledig
Gert Ledig (* Leipzig, 4 de noviembre de 1921, † Landsberg am Lech, 1 de junio de 1999) fue un escritor alemán.
Gert Ledig nació en una familia de comerciantes. Los primeros años de su infancia transcurrieron en Viena; en 1929 se mudaría a Leipzig. A partir de 1936, tras asistir a la escuela, ejerció distintos trabajos ocasionales. A continuación cursó información como electricista al tiempo que asistía a una escuela privada de artes escénicas con el objetivo de convertirse en director. En 1939 se presentó voluntario a la Wehrmacht. Participó en la campaña francesa y fue ascendido a suboficial; después estuvo en el frente oriental hasta 1941. Allí fue destinado por «faltas de comportamiento» —fue acusado de propagar difamaciones— a un batallón de castigo. En verano de 1942 resultó gravemente herido en el asedio a Leningrado; entre otras heridas sufrió una rotura de mandíbula. Tras su recuperación, que se produjo al mismo tiempo que su retirada de la Wehrmacht, recibió formación como ingeniero naval. El último año de la guerra lo pasó como empleado de la administración de aprovisionamiento de la armada.
Tras el fin de la Segunda Guerra Mundial entró a formar parte del Partido Comunista de Alemania. Ejerció diversas actividades, como leñador o montador de andamios. En 1948 fracasaron sus intentos tanto de hacerse con el control de la empresa de su padre como de fundar su propia agencia de publicidad. De 1951 a 1953 fue intérprete para el ejército de los Estados Unidos, a continuación sería escritor freelance.
Su primera novela «El órgano de Stalin» recibió una acogida relativamente buena tanto en Alemania como en el extranjero. Ledig fue invitado a las reuniones del Grupo 47 pero rechazó la oferta a causa de sus heridas de guerra y a las propias dudas sobre su condición de escritor. Llegó a decir que no podía sentarse junto a una escritora como Ilse Aichinger, pues su Órgano de Stalin parecería poco más que un cuaderno de batalla; en 1956 recibió apoyo de Günter Eich, quien leyó en público fragmentos de la segunda novela de Ledig, Represalia. La crudeza con que Ledig representaba los acontecimientos de la guerra provocó un creciente rechazo en el clima conciliador de los 50, y en los 60 se retiraría completamente de la literatura. A partir de 1963 dirigió un despacho de ingeniería y una agencia de noticias técnicas.
La obra de Ledig sería redescubierta en 1998, cuando ya vivía retirado en Utting am Ammersee, poco antes de su muerte. El desencadenante sería la publicación de una serie de conferencias de W. G. Sebald celebradas en Zúrich en 1997. Sebald se refirió, entre otras, a la obra Represalia como uno de los pocos ejemplos de recreación literaria de los ataques aéreos de las fuerzas aliadas; su obra Los bombardeos y la literatura contiene un capítulo sobre las reacciones a sus conferencias de Zúrich.
En otoño de 1999 Represalia fue reeditada en Suhrkamp y recibió una acogida tan positiva como en 1956.

## Obra
- Die Stalinorgel, Hamburgo 1955 - [ en español: El órgano de Stalin ]
- Vergeltung, Frankfurt am Main 1956 - en español: Represalia
- Faustrecht, Múnich 1957
- Das Duell, Berlín 1958
- Der Staatsanwalt, Fürstenfeldbruck 1958
- Die Kanonen von Korcula (borrador de novela nunca publicado, supuestamente de los años sesenta)